# RBA TV
RBA TV (sigla para Rede Brasil Amazônia de Televisão) é uma rede regional brasileira de televisão sediada em Belém, capital do estado do Pará. Opera no canal 13 (35 UHF digital) e é afiliada à Band, transmitindo sua programação no estado do Pará. A emissora pertence ao Grupo RBA de Comunicação, de propriedade do político e empresário Jader Barbalho.

## História

### Rede Manchete (1988–1993)

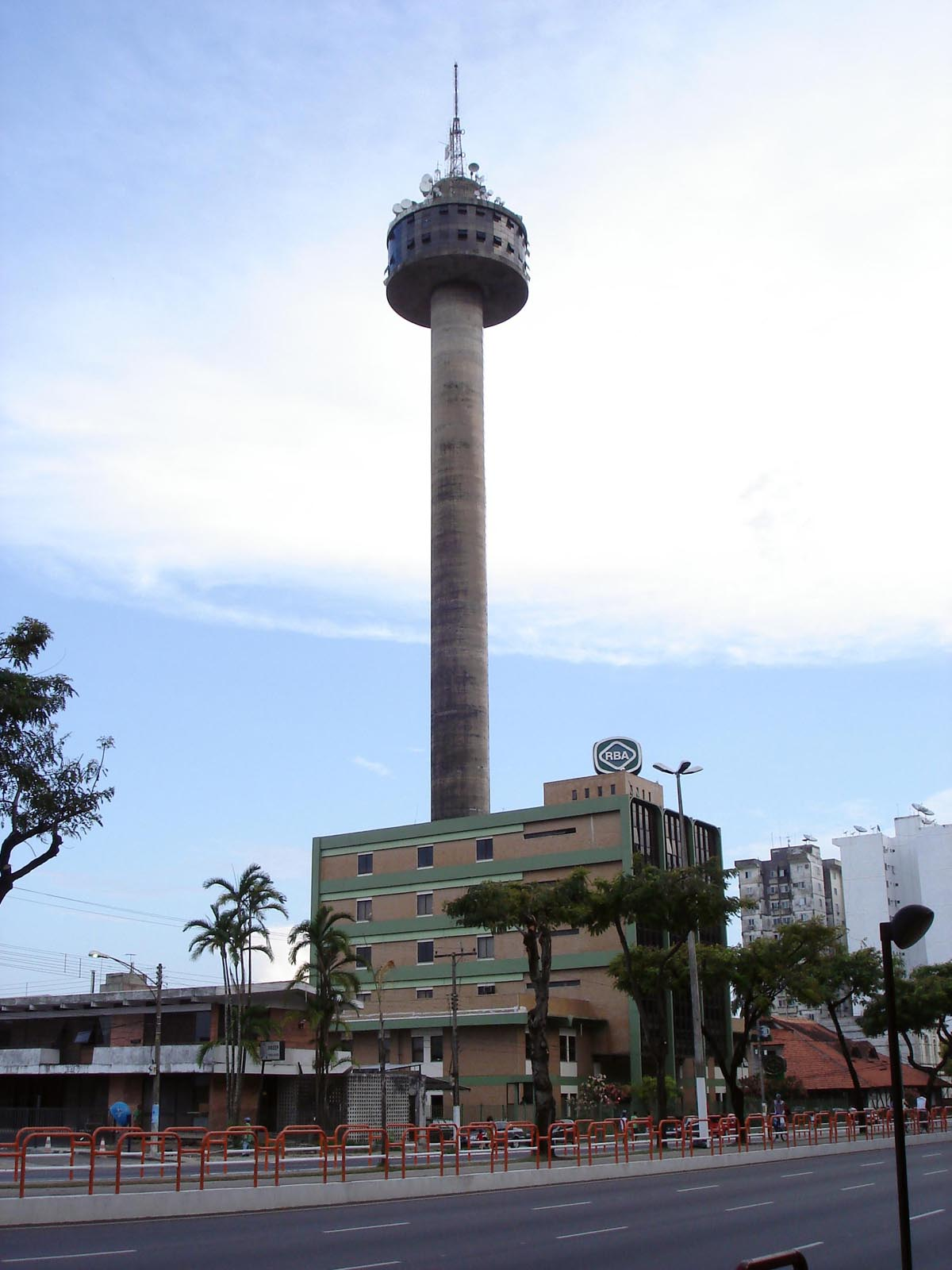
Sede da RBA em 2005

Entrou no ar em 15 de dezembro de 1988 pelo empresário Jair Bernardino, então proprietário da Concessionária Volkswagen Belauto, como afiliada à Rede Manchete. A RBA era a emissora de TV brasileira mais moderna do Norte-Nordeste, com o patrimônio avaliado em cerca de US$ 93 milhões. Com a inauguração da RBA, Bernardino tinha três empresas no Norte (TV, gás e revenda de veículos). Empreendedor e inovador, convidou grandes jornalistas para trabalharem no telejornalismo local da RBA, que era referência para o país. A emissora se tornou a primeira do país a usar o sistema de redação informatizado e também ao abolir o uso de fita de vídeo para reportagens, usando o sistema de fibra ótica de alta velocidade. O nome Rede Brasil Amazônia (que formam a sigla RBA) foi originado de uma ideia de criar uma rede de televisão com forte influência regional. A programação local inicialmente era composta pelo telejornal RBA em Manchete (seguindo o padrão de programação da Rede Manchete) em três edições diárias, o RBA Debate e o RBA Esporte.
Em 5 de agosto de 1989, ocorre a morte de Jair Bernardino em um desastre aéreo na Baía do Guajará, próximo à cidade de Belém. Os parentes assumem o comando da emissora. Em outubro do mesmo ano, a emissora transmite pela primeira vez o Círio de Nazaré, mas foi pioneira ao cobrir ao vivo a Romaria Fluvial.
Em 1990, a emissora foi vendida pelos parentes de Bernardino para o político local Jader Barbalho, à época eleito governador do estado do Pará. A emissora foi comprada por mais de US$ 13 milhões, dinheiro cuja origem nunca foi explicada, uma vez que não condiz com a remuneração de parlamentar, única atividade praticada por Jader, que jamais teve carteira de trabalho assinada.
Na virada de 1990 para 1991, a emissora cria os Fogos na Torre, que se tornou uma tradição anual até a virada de 2019 para 2020 em frente a sede do canal. O espetáculo pirotécnico, que era transmitido ao vivo, tinha duração de 15 minutos e costumava atrair uma grande quantidade de pessoas em plena Avenida Almirante Barroso. Ao mesmo tempo, a celebração também causava polêmica, pelo fato da sede do Grupo RBA ficar localizada do outro lado do Bosque Rodrigues Alves, causando irritação nos animais pelo barulho dos fogos, o que gerava protestos.
Em 1992, a emissora estreia o Barra Pesada, que logo se tornaria um dos maiores sucessos de audiência do canal na hora do almoço e que atualmente ocupa as primeiras horas do dia da RBA. O programa, de caráter comunitário, dava destaques aos acontecimentos de Belém e Região Metropolitana, mas chamava atenção pelo teor sensacionalista das reportagens e pelo tom pitoresco na cobertura de algumas prisões. Também no mesmo ano, a emissora lança o Camisa 13, que até os dias atuais abre a programação do canal.

### Rede Bandeirantes (1993–presente)

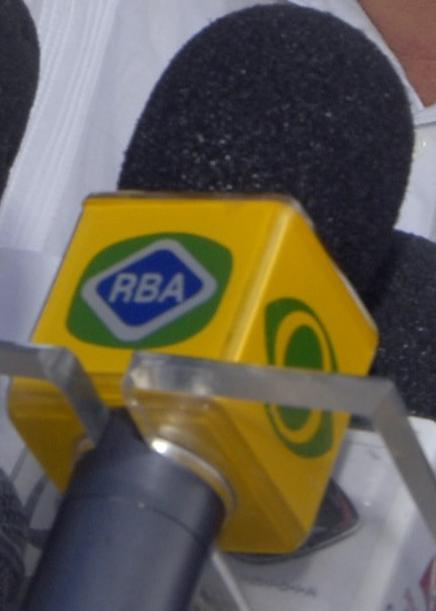
Antigo microfone da emissora com a logomarca da Rede Bandeirantes

Em junho de 1993, a RBA TV deixa de transmitir a programação da Rede Manchete, passando a se tornar afiliada à Rede Bandeirantes, seguindo o exemplo de algumas das antigas afiliadas da emissora dos Bloch por conta da crise financeira do canal paulista e dos confrontos judiciais contra a Indústria Brasileira de Formulários (IBF). A mudança causou uma grande reformulação na programação do canal. Entre 1990 e 1993, a Bandeirantes era transmitida parcialmente pela Rede Cultura do Pará e retransmitida pelo Canal 10 VHF de Belém, uma vez que a emissora não renovou o contrato de afiliação com a então TV Guajará (atual Boas Novas Belém).  No mesmo ano, a emissora cria o Troféu Camisa 13, premiando os maiores nomes do esporte paraense. Nessa premiação, os leitores do Diário do Pará ou os próprios telespectadores da emissora depositam seu voto em uma urna ou no site em algum dos atletas, técnicos, preparadores físicos, entre outros, com o mais votado recebendo o prêmio
Em 1998, a emissora estreava o Metendo Bronca, que logo se tornaria líder de audiência no início das tardes do canal. Diferente do Barra Pesada, o programa era exclusivamente policial, exceto nas sextas-feiras, quando era exibido o quadro Boteco, recebendo artistas locais.
Em 4 de março de 2002, a emissora estreia o Programa Bacana, apresentado por Marcelo Marques, onde eram realizadas coberturas de eventos sociais, entrevistas, além de viagens pelo Estado do Pará e em algumas regiões do Brasil, exibido até os dias atuais como produção independente.
Em 2004, surge a RBA TV Marabá, sendo uma das emissoras próprias da RBA pelo Pará. Anos mais tarde, surgiram outras filiais como a RBA TV Breves, RBA TV Paragominas, RBA TV Parauapebas e a RBA TV Santarém, cobrindo 80% do Estado do Pará com repetidoras espalhadas pelo território paraense, através do sistema de satélite RBA SAT, que segundo a emissora, é considerado "A Maior Audiência Band do Brasil".
Em 26 de julho de 2009, a RBA iniciou oficialmente os testes da transmissão do sinal digital através do canal 35, sendo a primeira emissora digital da capital paraense. No mesmo ano, a emissora cria o Festival de Música Popular Paraense, que visa lançar artistas independentes pelo Estado através de eliminatórias transmitidas ao vivo contando com o voto popular.
Em maio de 2011, a emissora lança a sua nova identidade visual, que até então era baseado na bandeira do Brasil, passando a adotar uma estrela misturada com símbolos da cultura paraense. Essa também foi a sua primeira alteração desde a fundação em 1988. Junto com a mudança, o canal passou a adotar o nome RBA TV, já que antes era denominado TV RBA.
Em 18 de fevereiro de 2012, a emissora volta a transmitir ao vivo os desfiles das escolas de samba do Grupo Especial do Carnaval de Belém, uma vez que a própria já realizou a cobertura no final da década de 80 e nos anos 90 e 2000.
Em 6 de abril de 2015, a emissora estreia a versão local do programa Os Donos da Bola, intitulada Os Donos da Bola Pará, sendo exibida na faixa vespertina, ficando no ar até 2019.
Em 10 de maio de 2021, a emissora reformula por completo a sua programação local, extinguindo os programas Cidade Contra o Crime e Metendo Bronca, além de lançar o Bora Cidade, que é uma versão regional do Bora Brasil, mas exibido na faixa do almoço. Com as mudanças, o Barra Pesada é transferido para as primeiras horas do dia e se torna o programa mais antigo da emissora junto com o Camisa 13, que ganha uma segunda edição, exibido após o Bora Cidade.
Em 10 de março de 2023, substituindo o Brasil Urgente Pará, a emissora lança o RBA Urgente, mantendo o mesmo formato do programa antecessor. Com a novidade, a emissora transmite a edição nacional do policialesco no horário de 16h às 17h e entra com a versão local às 17h.

## Sinal digital
| Canal virtual | Canal Digital | Resolução de tela | Programação                            |
| ------------- | ------------- | ----------------- | -------------------------------------- |
| 13.1          | 35 UHF        | 1080i             | Programação principal da RBA TV / Band |

Em 26 de julho de 2009, a emissora inicia os testes para o sinal digital, a programação digital estreou no ano de 2010, porém, no dia 17 de maio de 2012, a programação passa a ser 100% em HD, se tornando a segunda emissora a lançar a programação nesse formato.
Transição para o sinal digital
Com base no decreto federal de transição das emissoras de TV brasileiras do sinal analógico para o digital, a RBA TV, bem como as outras emissoras de Belém, cessou suas transmissões pelo canal 13 VHF em 30 de maio de 2018, seguindo o cronograma oficial da ANATEL.

## Controvérsias

### Venda das concessões para Jader Barbalho
A RBA TV, assim como os outros veículos de comunicação de Jair Bernardino foram vendidas no ano de 1990 para o político e atual senador Jader Barbalho que até então nesse ano lançava a sua candidatura para o governo do estado do Pará e acabou sendo eleito. O fato, inclusive gerou estranheza na população naquela época e também para a imprensa. Já pelos anos seguintes, a emissora responde a alguns processos pelo TRF sobre as concessões, além de suposta utilização como meio de campanha eleitoral nas eleições para o Governo do Pará.
Com a venda para o político, a emissora até então vivia num pé de guerra contra as Organizações Rômulo Maiorana (ORM), fato que se intensificou pelos veículos de comunicação tanto na TV, como na rádio e nos jornais até a dissolução das ORM, que ocasionaria em sua extinção.
Em 2007, foi divulgado em uma reportagem da Revista Veja a venda das concessões da RBA ao Sistema Clube do Pará com o objetivo de escapar das dívidas com a união que batiam 82 milhões de reais. Além disso, a RBA TV permanecia com a concessão vencida desde 2002.

### Suspensão das transmissões da Radio Clube do Pará
Em 9 de junho de 2017 as transmissões da Rádio Clube do Pará foram suspensas em virtude do processo movido pelo MPF devido a concessão da emissora estar em propriedade do senador Jader Barbalho e da deputada federal Elcione Barbalho, além do fato da mesma violar a constituição federal. A RBA TV também entrou no processo de investigação, e também pode ter sua transmissão suspensa e a concessão cassada.
Porém no dia 21 de junho as transmissões da rádio foram retomadas por uma decisão do presidente do TRF-1 Ítalo Mendes.
Em 23 de agosto de 2018, mais uma vez, o TRF1 entrou com um processo para cancelar a concessão da Rádio Clube do Pará e ordenar uma nova licitação para os 690 kHz.